# Myriostoma
Myriostoma is een geslacht van schimmels behorend tot de familie Geastraceae. De typesoort is Myriostoma coliforme.

## Soorten
Volgens Index Fungorum telt het geslacht vijf soorten (peildatum oktober 2021):
| Soortnaam                       | Auteur(s)                                            | Publicatiejaar |
| ------------------------------- | ---------------------------------------------------- | -------------- |
| Myriostoma areolatum            | (Calonge & M. Mata) M.P. Martín, J.O. Sousa & Baseia | 2017           |
| Myriostoma australianum         | J.O. Sousa, Baseia & M.P. Martín                     | 2018           |
| Myriostoma calongei             | Baseia, J.O. Sousa & M.P. Martín                     | 2017           |
| Myriostoma capillisporum        | (V.J. Staněk) Suz, A.M. Ainsw., Baseia & M.P. Martín | 2017           |
| Myriostoma coliforme (Peperbus) | (Dicks.) Corda                                       | 1842           |